# Leonardo (nome)
Leonardo  è un nome proprio di persona italiano maschile.

## Varianti
- Maschili: Lionardo
  - Ipocoristici: Leo[3], Nardo[4], Nardino[4]
  - Alterati: Leonardino
- Femminili: Leonarda[4]
  - Alterati: Leonardina[4]
  - Ipocoristici: Narda[4], Nardina[4]

### Varianti in altre lingue
- Basco: Lonarta[6]
- Basso-tedesco: Lennart[2]
- Catalano: Lleonard[6]
- Danese: Lennart[2][3]
- Finlandese: Lennart[2]
  - Ipocoristici: Lenni[2]
- Francese: Léonard[2][3][7]
- Francese antico: Leonard[7]
- Greco moderno: Λεονάρδος (Leonardos)
- Inglese: Leonard[2], Lenard[2]
  - Ipocoristici: Leo[3], Len[2][3], Lenny[2][3], Lennie[2]
- Irlandese: Lionard
- Latino: Leonardus[1][4], Lionardus[4], Lonardus[4]
- Lettone: Leonards
- Lituano: Leonardas[2]
- Norvegese: Lennart[2][3]
- Olandese: Leonard[2], Lennard[2], Lennart[2]
  - Ipocoristici: Lenn[2]
- Polacco: Leonard[2]
- Portoghese: Leonardo[2][3]
- Rumeno: Leonard[2]
- Russo: Леонард (Leonard)
- Slovacco: Leonard
- Sloveno: Lenart[2]
- Spagnolo: Leonardo[2][3][6]
- Svedese: Lennart[2][3]
  - Ipocoristici: Lelle[2]
- Tedesco: Leonhard[4][2][3][7], Leonhardt, Leonard[2]
- Ungherese: Lénárd[2]

## Origine e diffusione
Deriva da un nome germanico ricostruito in alto tedesco antico come *Lewenhart e poi documentato in latino come Leonardus e in altre forme; esso è composto da leon (o lewo, levon, "leone", probabilmente un prestito dal latino) e da hart (o hardu, "forte", "valoroso", "coraggioso"), e il significato complessivo può essere interpretato letteralmente come "leone forte", "leone coraggioso", oppure in senso lato come "forte come un leone". A differenza del primo elemento del nome, non frequente nell'onomastica germanica (si ritrova ad esempio in Leonilda), il secondo era molto diffuso ed è presente in nomi quali Bernardo, Contardo, Edoardo, Edgardo, Gerardo, Guiscardo, Leopardo, Medardo, Riccardo e via dicendo.
Il nome venne portato da vari santi, tra cui il franco Leonardo di Noblac, il cui culto fu molto popolare durante il Medioevo; se da un lato certamente i santi hanno aiutato la diffusione del nome, d'altro canto va considerata anche la fama mondiale dell'italiano Leonardo da Vinci. 
In Italia giunse non grazie ai Longobardi, presso i quali non era in uso, bensì tramite la Francia; secondo dati pubblicati negli anni 1970, il nome era ben attestato su tutto il territorio nazionale, con punte in Puglia e Sicilia. Secondo dati ISTAT la sua popolarità è andata costantemente crescendo dagli inizi del XXI secolo, attestandosi al primo posto dal 2018 come nome scelto per i nuovi nati e arrivando, nel 2020, a una diffusione di oltre il 4% tra i neonati di sesso maschile dell'anno, pari a circa 8 600 bambini.

In Inghilterra  venne introdotto dai normanni con la conquista; era molto usato già nel Medioevo, e si diffuse ancora di più a partire dal XIX secolo; dal tardo XVI secolo, nei paesi anglofoni è usata anche la forma italiana.
NatiAnno200030004000500060007000800090001995200020052010201520202025MaschiMaschi nati in Italia che si chiamano Leonardo

## Onomastico
L'onomastico si festeggia solitamente il 6 novembre, in memoria di san Leonardo di Noblac, o di Limoges, abate ed eremita. Con questo nome si ricordano anche altri santi e beati, alle date seguenti:
- 18 gennaio, san Leonardo, eremita a Marmoutier[1]
- 30 marzo (18 maggio in alcuni calendari), san Leonardo Murialdo, sacerdote[10][11]
- 9 luglio, san Leonardo Wechel, uno dei martiri di Gorcum[10][1]
- 13 luglio, san Leonardo, martire a Brescia[1]
- 23 luglio, beato Leonardo da Recanati, vescovo mercedario[10][11]
- 18 agosto, beato Leonardo, abate di Cava[10][11]
- 15 ottobre, san Leonardo, eremita e fondatore dell'abbazia di Vandoeuvre[10][11]
- 15 ottobre, san Leonardo, abate di Corbigny[1]
- 23 ottobre, beato Leonardo Olivera Buera, sacerdote e martire a El Saler (Valencia)[10]
- 18 novembre, beato Leonardo Chimura, martire con altri compagni a Nagasaki[10]
- 6 novembre, san Leonardo di Reresby, crociato inglese[11]
- 26 novembre, san Leonardo da Porto Maurizio, sacerdote[1][6][10]
- 8 dicembre, san Leonardo, eremita a Dunois[1]
- 30 dicembre, san Leonardo, abate di Celles[1]

## Persone

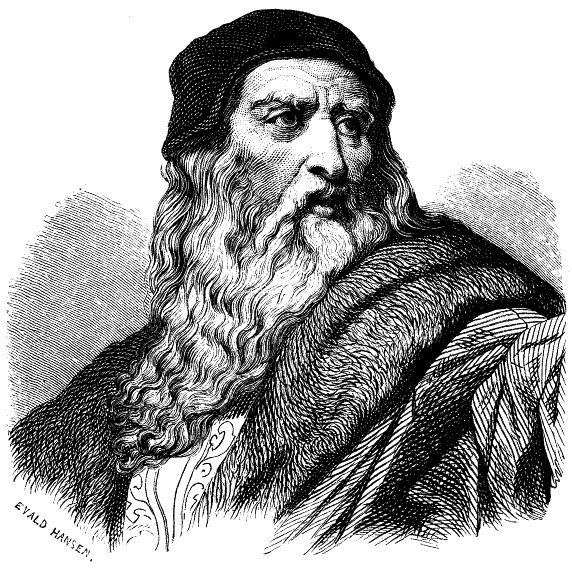
Leonardo da Vinci

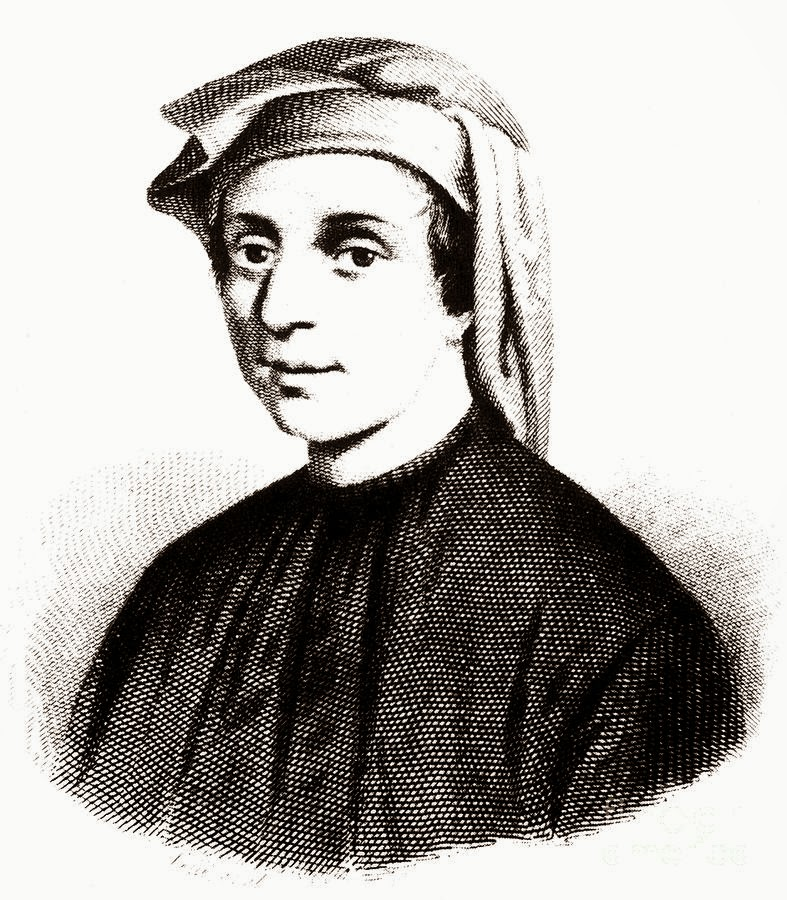
Leonardo Fibonacci

- Leonardo Bruni, filosofo, scrittore e umanista italiano
- Leonardo da Vinci, pittore, ingegnere e scienziato italiano
- Leonardo Nascimento de Araújo, calciatore, dirigente sportivo e allenatore di calcio brasiliano
- Leonardo DiCaprio, attore e produttore cinematografico statunitense
- Leonardo Dudreville, pittore italiano
- Leonardo Fibonacci, matematico italiano
- Leonardo Fea, pittore, zoologo, esploratore e naturalista italiano
- Leonardo Leo, compositore italiano
- Leonardo Loredan, doge della Repubblica di Venezia
- Leonardo Pieraccioni, attore, regista, sceneggiatore, scrittore e comico italiano
- Leonardo Sciascia, scrittore, saggista, giornalista e poeta italiano
- Leonardo Sinisgalli, poeta, ingegnere e pubblicitario italiano
- Leonardo Vinci, compositore italiano

### Variante Leonard

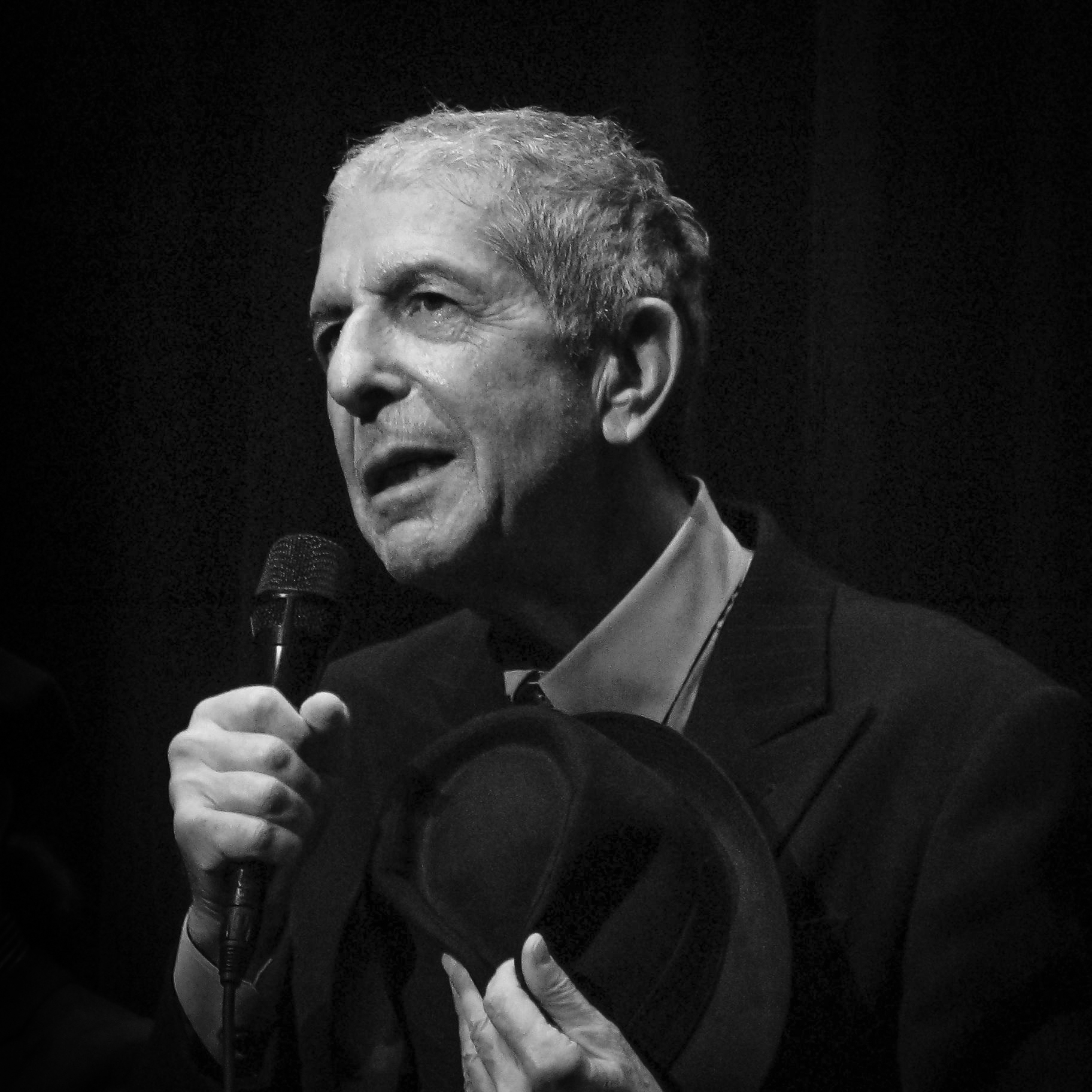
Leonard Cohen

- Leonard Bernstein, compositore, pianista e direttore d'orchestra statunitense
- Leonard Chess, produttore discografico statunitense
- Leonard Cohen, cantautore, poeta, scrittore e compositore canadese
- Leonard Maltin, critico cinematografico statunitense
- Leonard Nimoy, attore e regista statunitense
- Leonard Peltier, attivista statunitense
- Leonard Susskind, fisico statunitense
- Leonard Whiting, attore britannico

### Variante Leonhard

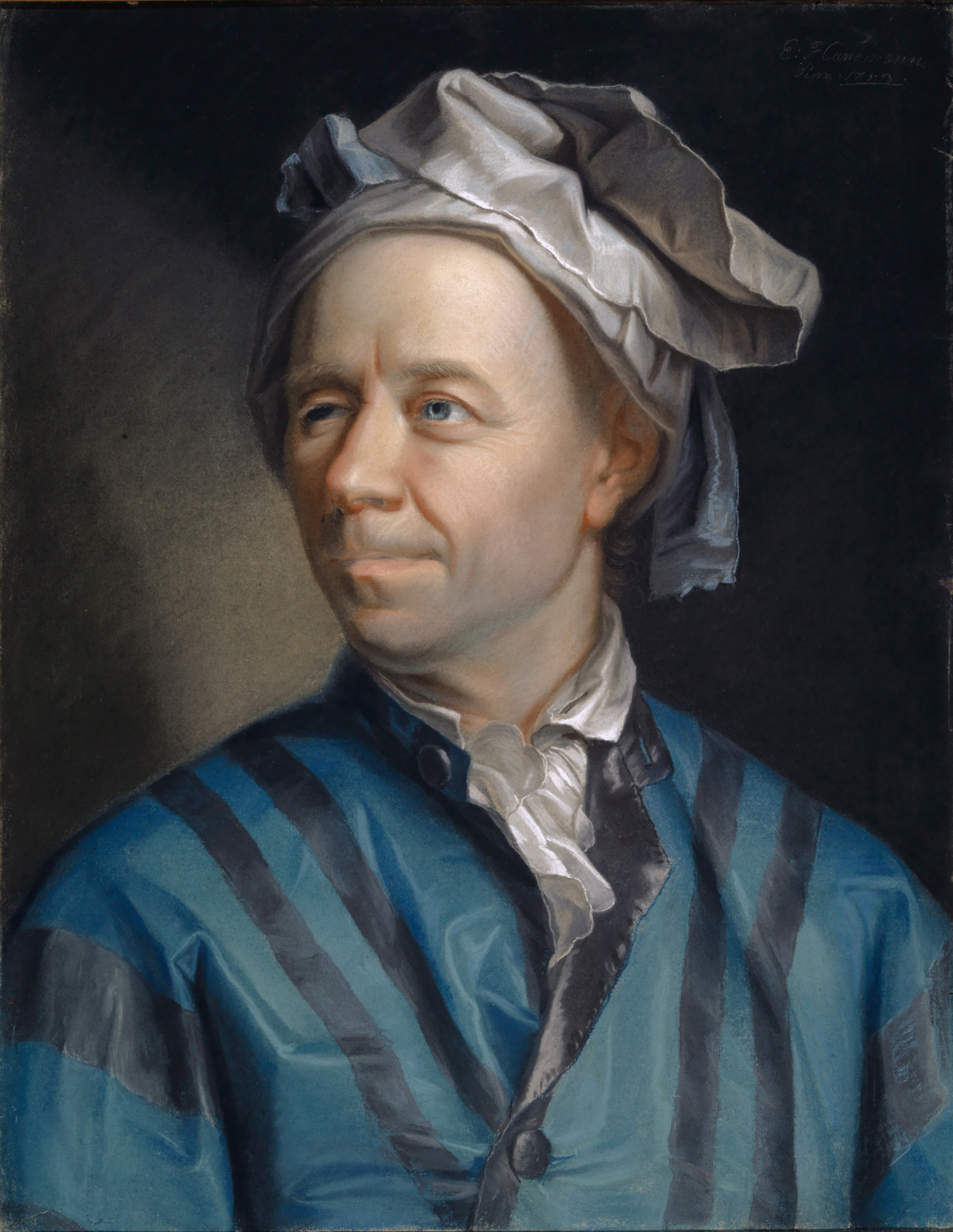
Leonhard Euler

- Leonhard Euler, matematico e fisico svizzero
- Leonhard Hess Stejneger, zoologo norvegese
- Leonhard Ragaz, teologo, giornalista e politico svizzero
- Leonhard Christoph Sturm, architetto tedesco

### Altre varianti
- Léonard de Hodémont, musicista e compositore belga
- Leonhart Fuchs, botanico e medico tedesco
- Léonard Limosin, orafo e pittore francese
- Leonhart Schröter, compositore tedesco

## Il nome nelle lettere e nelle arti
- Leonardo è un personaggio della commedia di Miguel de Cervantes El trato de Argel.
- Leonardo è un personaggio dell'opera di Lope de Vega La Fuerza lastimosa.
- Leonardo è un personaggio della tragedia di Vittorio Alfieri Filippo.
- Leonardo è un personaggio della serie animata Tartarughe Ninja, chiamato così in onore di Leonardo da Vinci.
- Leonardo del Cardine è un personaggio del racconto di Stendhal La duchesse de Palliano.
- Leonardo è un personaggio del romanzo di Emilio De Marchi Due anime in un corpo.
- Leonard è un personaggio di A tutto reality.
- Leonarda è un dramma di Bjørnstjerne Bjørnson.
- Quel secchione di Leonardo, è una canzone vincitrice dello Zecchino D'Oro del 2013.
- Leonardo è un personaggio della serie web Sexy Spies.